# 佐藤和生
佐藤 和生（さとう かずお、1934年 - ）は、フランス文学者、翻訳家、詩人。同志社大学名誉教授。
北海道出身。北海道札幌東高等学校、北海道大学文学部卒業。京都大学仏文科博士課程修了。フランス文学の研究、翻訳を手がける傍ら、詩作も行い、2001年より詩集も発表している。

## 略歴
- 1966年　同志社大学法学部専任講師
- 1969年　同志社大学法学部助教授
- 1975年　同志社大学法学部教授
- 1999年　同志社大学言語文化教育研究センター教授

## 詩集
- 『死のジグソーパズル』書肆山田　2001 ISBN 4-87995-525-6
- 『ゴーギャン変奏曲』書肆山田　2003
- 『青のチューブを絞って』書肆山田　2006

## 訳書
- ピエール・ガスカール『人間と動物』人文書院　1978
- ピエール・ガスカール『ピエール・ガスカール作品集』創土社　1984
- ピエール・ガスカール『ロベスピエールの影』法政大学出版局　1985
- ピエール・ガスカール『ベルナール師匠の秘密』法政大学出版局　1986
- ピエール・ガスカール『パリの悪魔』法政大学出版局　1988
- ピエール・ガスカール『陶工パリシーのルネサンス博物問答』晶文社　1993
- ミシェル・ド・セルトー『歴史のエクリチュール』法政大学出版局　1996
- ミシェル・ド・セルトー『パロールの奪取』法政大学出版局　1998
- マルグリット・デュラス『アウトサイド』晶文社　1999
- マルグリット・デュラス『船舶ナイト号』書肆山田　1999
- ピエール ガスカール『肖像と回想―自伝的交友録』法政大学出版局　2001